# Мак-Клюр (Іллінойс)
Мак-Клюр (англ. McClure) — селище (англ. village) в США, в окрузі Александер штату Іллінойс. Населення — 256 осіб (2020).

## Географія
Мак-Клюр розташований за координатами 37°18′45″ пн. ш. 89°25′54″ зх. д. / 37.31250° пн. ш. 89.43167° зх. д. (37.312527, -89.431569).  За даними Бюро перепису населення США в 2010 році селище мало площу 3,96 км², з яких 3,96 км² — суходіл та 0,00 км² — водойми.

## Демографія
Згідно з переписом 2010 року, у селищі мешкали 402 особи в 160 домогосподарствах у складі 113 родин. Густота населення становила 102 особи/км².  Було 172 помешкання (43/км²).
Расовий склад населення:
| - 93,5 % — білих - 1,2 % — чорних або афроамериканців - 0,7 % — вихідців з тихоокеанських островів - 0,5 % — корінних американців - 0,5 % — азіатів |

До двох чи більше рас належало 2,7 %. Частка іспаномовних становила 1,7 % від усіх жителів.
За віковим діапазоном населення розподілялося таким чином: 24,4 % — особи молодші 18 років, 59,9 % — особи у віці 18—64 років, 15,7 % — особи у віці 65 років та старші. Медіана віку мешканця становила 37,5 року. На 100 осіб жіночої статі у селищі припадало 99,0 чоловіків;  на 100 жінок у віці від 18 років та старших — 87,7 чоловіків також старших 18 років.
Середній дохід на одне домашнє господарство  становив 45 708 доларів США (медіана — 32 917), а середній дохід на одну сім'ю — 53 633 долари (медіана — 38 542). За межею бідності перебувало 39,6 % осіб, у тому числі 77,1 % дітей у віці до 18 років та 5,9 % осіб у віці 65 років та старших.
Цивільне працевлаштоване населення становило 121 осіб. Основні галузі зайнятості: освіта, охорона здоров'я та соціальна допомога — 28,1 %, будівництво — 19,0 %, транспорт — 11,6 %, виробництво — 11,6 %.